# Schweriner SC
Schweriner SC, ook gekend onder de sponsornaam van het A-team, SSC Palmberg Schwerin, is een Duitse volleybalclub uit Schwerin in Mecklenburg-Voor-Pommeren. 
Het in 1957 opgerichte team heeft een eerste damesploeg die actief is in de Deutsche Volleyball-Bundesliga. Het team was zevenmaal DDR Meister, in 1976, 1977, 1980, 1981, 1982, 1983 en 1984, achtmaal DDR bekerwinnaar, in 1973, 1974, 1975, 1979, 1981, 1982, 1988 en 1990, was na Die Wende al twaalfmaal Deutscher Meister, landskampioen, in 1995, 1998, 2000, 2001, 2002, 2006, 2009, 2011, 2012, 2013, 2017 en 2018 en won de beker, de DVV-Pokal al zesmaal in 2001, 2006, 2007, 2012, 2013 en 2019.